# Список об'єктів Світової спадщини ЮНЕСКО в Австралії
В списку об'єктів Світової спадщини ЮНЕСКО в Австралії налічується 20 найменувань (станом на 2023 рік).

## Статистика
Усього в повному списку Світової спадщини на 2023 рік налічується 1157 об'єктів, тобто частка об'єктів Австралії у світі — 1,7%.
З 20 об'єктів Світової спадщини в Австралії:
- 4 культурних об'єкти
- 12 природних об'єктів
- 4 об'єкти змішаного типу

2 культурних об'єкти визнаний шедеврами людського генія (критерій i) і 11 об'єктів — природними феноменами виключної краси та естетичної важливості (критерій vii).

## Пояснення до списку
У таблицях нижче об'єкти розташовані у хронологічному порядку їх додавання до списку Світової спадщини ЮНЕСКО.
Кольорами у списку позначено:

## Список
У даній таблиці об'єкти розташовані в порядку їх додавання в список Світової спадщини ЮНЕСКО.
| №  | Зображення | Назва | Місцеположення                                              | Час створення           | Час внесення до списку                                                   | №    | Критерії                      |
| -- | ---------- | --- | ----------------------------------------------------------- | ----------------------- | ------------------------------------------------------------------------ | ---- | ----------------------------- |
| 1  |            | Національний парк Какаду (англ. Kakadu National Park) * Національний парк Какаду * Острів Філд * Острів Баррон | Австралія Північна Територія                                | 40000 років потому      | 1981 (розширено в 1987 та 1992 роках) (незначні зміни у 2011 році)       | 147  | i, vi, vii, ix, x             |
| 2  |            | Великий Бар'єрний риф (англ. Great Barrier Reef) | Австралія Біля східного узбережжя штату Квінсленд           | —                       | 1981                                                                     | 154  | vii, viii, ix, x              |
| 3  |            | Озерний край Уїлландра (англ. Willandra Lakes Region) | Австралія Шири Балранальд і Вентворт, Новий Південний Уельс | 45 — 40000 років потому | 1981                                                                     | 167  | iii, viii                     |
| 4  |            | Дика природа Тасманії (англ. Tasmanian Wilderness) | Австралія Штат Тасманія                                     | 20000 років потому      | 1982 (розширено в 1989 році) (незначні зміни у 2010, 2012 та 2013 роках) | 181  | iii, iv, vi, vii, viii, ix, x |
| 5  |            | Група островів Лорд-Гав (англ. Lord Howe Island Group) | Австралія Новий Південний Уельс                             | —                       | 1982                                                                     | 186  | vii, x                        |
| 6  |            | Дощові ліси східного узбережжя Австралії (англ. Gondwana Rainforests of Australia) * Національний парк Прикордонний хребет * Природний заповідник Лімпінвуд * Природний заповідник Нумінба * Заповідник флори гори Нотофагус * Національний парк Маунт-Ворнінг * Національний парк Найткеп * Національний парк Уошпул * Національний парк Гібралтар Рейндж * Природний заповідник Ілука * Національний парк Нова Англія * Національний парк Дорріго * Природний заповідник Маунт-Хайленд * Національний парк Веррікімбе * Природний заповідник Маунт-Сів'ю * НП Віллі-Віллі (колишній заповідник флори Банда-Банда) * Національний парк Баррінгтон-Топс * Національний парк Спрінгбрук (частина) * Національний парк Ламінгтон * Національний парк Маунт-Чінхі * Національний парк Маунт-Барні (частина) * Національний парк Мейн-Рендж * Національний парк Маунт-Містейк (частина) * Екологічний парк Черепашача Скеля * Екологічний парк Телемон * Державний ліс Гумбурра * Державний ліс Спайсерс-Геп * Державний ліс Гілберт * Державний ліс Ему-Вейл * Державний ліс Гамбубал * Державний ліс Тевіот * Державний ліс Кілларні * Державний ліс Бернетт-Крік * Державний ліс Кронан-Крік * Державний ліс Пален-Крік * Заповідники Ребіт Борд Паддок * Землі тюремного призначення * Флористичний заповідник Пік Вільсонса * Заповідник флори гори Клуні * Заповідник флори Амару * Заповідник чагарникової флори Фенвікс * Заповідник букової флори Керріпіт | Австралія Штати Новий Південний Уельс та Квінсленд          | —                       | 1986 (розширено в 1994 році)                                             | 368  | viii, ix, x                   |
| 7  |            | Національний парк Улуру-Ката-Тьюта (англ. Uluru-Kata Tjuta National Park) | Австралія Північна Територія                                | 10000 років потому      | 1987 (розширено в 1994 році)                                             | 447  | v, vi, vii, viii              |
| 8  |            | Вологі тропіки Квінсленду (англ. Wet Tropics of Queensland) * Основний компонент * Компонент навколо хребтів Мальбон Томпсон і Грем * Компонент в районі хребта Кертн Фіг * Компонент навколо озера Баррайн * Компонент навколо озера Ічем * Компонент навколо річки Рассел * Компонент навколо хребта Х'ю Нельсона * Компонент навколо хребта Малаан * Компонент навколо хребта Морсбі * Компонент навколо Коулі * Компонент навколо пляжу Куррімайн * Компонент навколо пляжу Мішн-Біч * Компонент навколо Едмунда Кеннеді * Компонент навколо хребта Палума | Австралія                                                   | —                       | 1988                                                                     | 486  | vii, viii, ix, x              |
| 9  |            | Шарк-Бей, Західна Австралія (англ. Shark Bay, Western Australia) | Австралія Штат Західна Австралія                            | —                       | 1991                                                                     | 578  | vii, viii, ix, x              |
| 10 |            | К'гарі (острів Фрейзер) (англ. K’gari (Fraser Island)) | Австралія Штат Квінсленд                                    | —                       | 1992                                                                     | 630  | vii, viii, ix                 |
| 11 |            | Місця австралійських скам'янілостей ссавців (Ріверслей / Наракорт) (англ. Australian Fossil Mammal Sites (Riversleigh / Naracoorte)) * Ріверслей * Наракорт (Гайнем-Кейвс Роуд) * Наракорт (печера Олександра, печера Кажана та печера Бланш) * Наракорт (Доктор Роберт Лейтч) * Наракорт (печера Едвардс Роуд) * Наракорт (викопна печера Вікторія) * Наракорт (печера Робертсон) | Австралія Штати Квінсленд та Південна Австралія             | —                       | 1994                                                                     | 698  | viii, ix                      |
| 12 |            | Острови Герд і Макдональд (англ. Heard and McDonald Islands) | Австралія Територія островів Герд і Макдональд              | —                       | 1997                                                                     | 577  | viii, ix                      |
| 13 |            | Острів Маккуорі (англ. Macquarie Island) | Австралія Штат Тасманія                                     | —                       | 1997                                                                     | 629  | vii, viii                     |
| 14 |            | Район Великих Блакитних гір (англ. Greater Blue Mountains Area) | Австралія                                                   | —                       | 2000                                                                     | 917  | ix, x                         |
| 15 |            | Національний парк Пурнулулу (англ. Purnululu National Park) | Австралія Західна Австралія                                 | —                       | 2003                                                                     | 1094 | vii, viii                     |
| 16 |            | Королівський виставковий центр та Карлтонські сади (англ. Royal Exhibition Building and Carlton Gardens) | Австралія Мельбурн, Вікторія                                | XIX століття            | 2004 (незначні зміни у 2010 році)                                        | 1131 | ii                            |
| 17 |            | Сіднейський оперний театр (англ. Sydney Opera House) | Австралія Новий Південний Уельс                             | 1973                    | 2007                                                                     | 166  | i                             |
| 18 |            | Каторжні поселення Австралії (англ. Australian Convict Sites) * Історичний район Кінгстона та Артурова долина * Старий будинок уряду і територія * Казарми Гайд-парку * Маєтки Брікендон і Вулмерс * Дарлінгтонська станція пробації * Стара Велика Північна дорога * Жіноча фабрика "Каскади" * Історичне місце Порт-Артур * Історична пам'ятка "Вугільні шахти" * В'язниця на острові Какаду * В'язниця Фрімантл | Австралія                                                   | XVIII — XIX століття    | 2010                                                                     | 1306 | iv, vi                        |
| 19 |            | Узбережжя Нінгало (англ. Ningaloo Coast) | Австралія                                                   | —                       | 2011                                                                     | 1369 | vii, x                        |
| 20 |            | Культурний ландшафт Будж Бім (англ. Budj Bim Cultural Landscape) * Будж Бім (північний) компонент * Куртонітський (центральний) компонент * Тирендаррський (південний) компонент | Австралія                                                   | 32000 років потому      | 2019                                                                     | 1577 | iii, v                        |

## Об'єкти, які запропоновано включити до списку
| № | Зображення | Назва                                                                                        | Розташування               | Час подачі заявки | № заявки | Критерії            |
| - | ---------- | -------------------------------------------------------------------------------------------- | -------------------------- | ----------------- | -------- | ------------------- |
| 1 |            | Об’єкт світової спадщини Великий піщаний біосферний заповідник (розширення наявного об’єкта) | штат Квінсленд             | 2010              | 5480     | (vii), (viii), (ix) |
| 2 |            | Об’єкт світової спадщини дощові ліси Гондвани в Австралії (розширення наявного об’єкта)      | штат Новий Південний Уельс | 2010              | 5541     | (viii), (ix), (x)   |
| 3 |            | Культурний ландшафт Муруджуга                                                                | штат Західна Австралія     | 2020              | 6445     | (i), (iii)          |
| 4 |            | Хребет Фліндерс                                                                              | штат Південна Австралія    | 2020              | 6524     | (viii)              |